# Del principe e delle lettere
Del principe e delle lettere è un trattato scritto da Vittorio Alfieri.
Fu iniziato a Firenze nel 1778, e concluso a Martinsbourg in Alsazia nel 1786.
L'opera è suddivisa in tre libri:
Il “Libro primo” è rivolto ai principi che non proteggono le lettere.
(cap.I)
Si rivolge alle autorità del periodo, i principi, che non devono rendere conto a nessuno del loro operato, ragionando sull'influenza e sulla necessità di dare o meno protezione a letterati e scrittori...
...precisando che, a parer suo, il principe si avvale sempre di uomini mediocri, che non possano offendere il suo ideale di superiorità, ottenendone gloria.
Il “Libro secondo” è rivolto ai letterati che non si lasciano proteggere

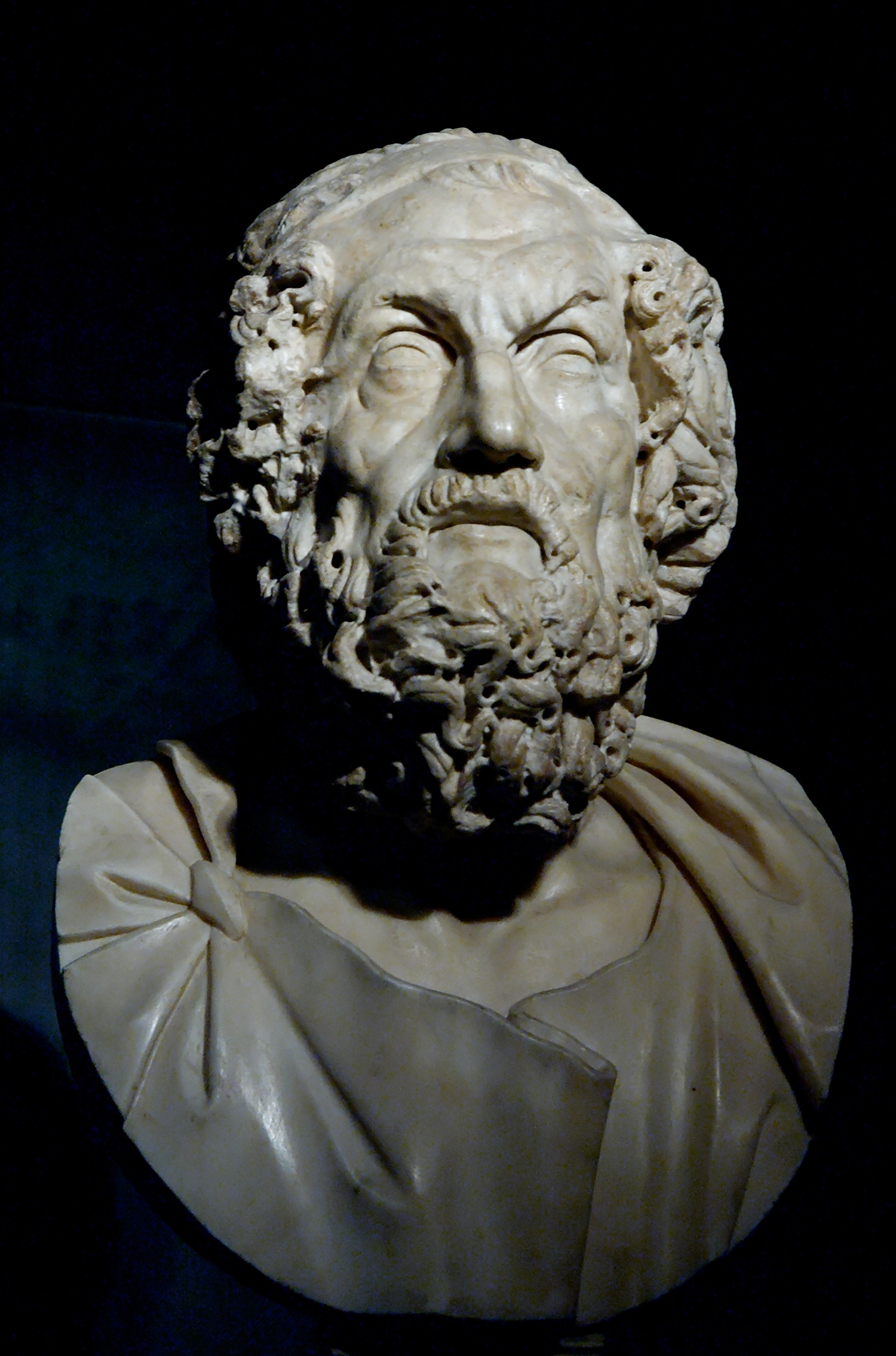
Testa di Omero conservata a Roma presso i Musei capitolini

In questa parte dell'opera fa riferimento a numerosi scrittori, antichi e moderni, Omero, Sofocle, Rousseau, Machiavelli, e collocandoli nel loro tempo, analizza se siano stati protetti dai regnanti e quale influenza ne abbiano avuto.
E ben precisa che un'opera meditata ed accurata non può che crescere fra i posteri, mentre un'opera profluvio di parole e armonica, muore con lo scrittore
(Cap.VI)
Seppur lesse molto di Virgilio, lo colloca tra i protetti e asserisce che scrisse al di sotto delle sue capacità
Con il  “Libro terzo” si rivolge alle ombre degli antichi liberi scrittori
Alfieri, dopo aver trattato delle varie forme di oppressione che può avere il principe nel confronti degli scritti, vuole analizzare e capire se le lettere possano perfezionarsi senza protezione, quale ruolo abbia avuto lo sviluppo della scienza e quale ruolo abbiano giocato gli scritti nelle poche “libere”.
E conclude nel capitolo duodecimo che il principe riporrà sempre in silenzio le vere lettere, poiché da esse nasce l'idea della fine del principato.